# 植田兼義
植田 兼義（うえだ かねよし、1928年 - ）は、日本のドイツ文学者。
東京生まれ。1957年東京大学文学部独文科卒。熊本大学助教授、中央大学法学部助教授、教授。99年定年。1978年『ニャールのサガ』で日本翻訳出版文化賞受賞。

## 翻訳
- カール・ケレーニイ『ギリシアの神話 英雄の時代』高橋英夫共訳 中央公論社 1974
  - 『ギリシアの神話 英雄の時代』中公文庫 1985。単独で改訳
- 『ニャールのサガ』朝日出版社 1978
- カール・ケレーニイ『ギリシアの神話 神々の時代』[3]中公文庫 1985
- 『キリスト教神秘主義著作集 第6巻 エックハルト 1』教文館 1989
- 『キリスト教神秘主義著作集 第9巻 ゾイゼとリュースブルク』教文館 1995
- 『キリスト教神秘主義著作集 第4巻 1 中世の女性神秘家 1』教文館 1996
- ペーター・ディンツェルバッハー編『神秘主義事典』教文館 2000
- マルティン・ルター『卓上語録[4]』教文館 2003
- 『ルター教会暦説教集』金子晴勇共訳 教文館 2011

## 論文
- 植田兼義